# Lough Nageage SAC
Lough Nageage SAC este o arie protejată (arie specială de conservare — SAC, sit de importanță comunitară — SCI) din Irlanda întinsă pe o suprafață de 152,35 ha, integral pe uscat.

## Localizare
Centrul sitului Lough Nageage SAC este situat la coordonatele 54°36′51″N 7°43′55″W / 54.614271°N 7.731816°V.

## Înființare
Situl Lough Nageage SAC a fost declarat sit de importanță comunitară în ianuarie 2002 pentru a proteja 1 specie de animale. Situl a fost protejat și ca arie specială de conservare în octombrie 2021.

## Biodiversitate
Situată în ecoregiunea atlantică, aria protejată nu include niciun habitat protejat.
La baza desemnării sitului se află o specie protejată de  nevertebrate: Austropotamobius pallipes.
Pe lângă speciile protejate, pe teritoriul sitului au mai fost identificate 1 specie de amfibieni, 1 specie de mamifere.